# 苯酚铝
苯酚铝是一种化合物，化学式为[Al(OC6H5)3]n，它是白色固体。27Al NMR研究表明它在苯溶液中以二聚体和三聚体的混合物存在。它可由苯酚和金属铝反应得到：
Al  +  3 HOC6H5  →  Al(OC6H5)3  +  1.5 H2
它可用作苯酚和烯烃烷基化反应的催化剂。例如它可以催化苯酚和乙烯生成乙基苯酚的反应。.